# Папо, Роза
Роза Папо (серб. Роза Папо; 6 февраля 1914, Сараево — 15 февраля 1984, Белград) — югославский врач-инфектолог, генерал-майор Югославской народной армии, председательница Главной военно-медицинской комиссии при белградской военно-медицинской академии.

## Биография
Родилась 6 февраля 1914 в Сараево в семье сефардских евреев. Окончила Загребский университет, медицинский факультет в 1939 году. До войны работала в госпиталях городов Сараево, Бегов-Хан и Олово. После оккупации Королевства Югославии ушла в партизанское движение, служила врачом в Озренском партизанском отряде (главврач полевого лазарета с декабря[уточнить]), позднее перешла в 1-й ударный батальон и 6-ю восточнобоснийскую ударную бригаду. Член КПЮ с 1942 года.
В марте 1943 года во время эвакуации раненых из монастыря Ловница и окрестностей Шековича была образована большая партизанская больница в местечке Доня-Трнова, которой руководила Роза. С сентября 1943 года она стала главврачом больницы 17-й восточнобоснийской дивизии, позднее была руководителем хирургического полевого госпиталя 2-й армии.
После войны продолжила работать врачом в югославской армии, специализируясь на инфекционных заболеваниях. Первая руководительница инфекционного отделения при Белградской военно-медицинской академии, профессор инфектологии. Председательница Главной военно-медицинской комиссии. Дослужилась до звания генерал-майора медицинской службы ЮНА: кроме неё, из женщин только Слава Блажевич имела звание генерала в югославской армии. Награждена рядом орденов и медалей.
Умерла 25 февраля 1984 в Белграде.